# Siskiwitia
Siskiwitia là một chi bướm đêm thuộc họ Cosmopterigidae.